# Семела

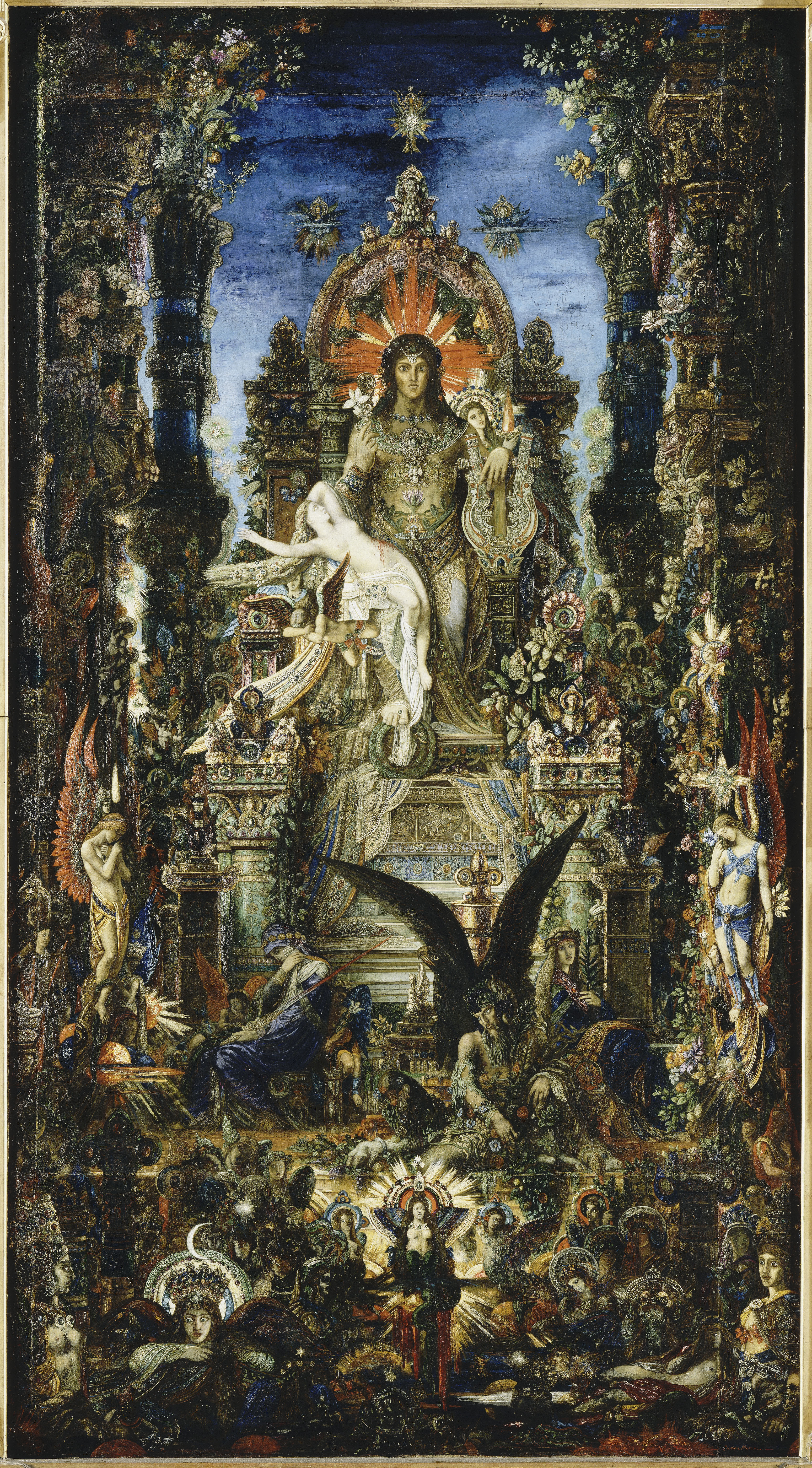
Густав Моро. «Юпитер и Семела» (1894—1895)

Семела (др.-греч. Σεμέλη, лат. Semela, Semele) — мифологическое имя; принадлежит к циклу фиванских легенд о Дионисе. Происхождение имени фрако-фригийское; означает, возможно, «земля», и в таком случае происходит от того же праиндоевропейского корня, что и русское «земля».

## Мифы
Семела — четвёртая дочь мифического основателя Фив Кадма и Гармонии, мать Диониса, которого она зачала от самого Зевса. Гера, божественная супруга Зевса, в гневе на соперницу решила погубить Семелу. Приняв на себя облик Берои, кормилицы Семелы, она внушила ей желание убедиться воочию, что её возлюбленный — действительно то божество, за какое выдаёт себя, а для этого просит Зевса явиться ей во всём блеске своего величия, с громом и молниями. Вынужденный клятвой исполнить просьбу Семелы, Зевс предстал перед ней в пламени перунов; смертная женщина не выдержала небесного огня и сгорела (или умерла от ужаса). Зевс спас от гибели недоношенный в лоне матери плод, вложив его в своё бедро и, когда наступило время, произвёл на свет Диониса. Согласно более древнему варианту, сохранённому Еврипидом в его трагедии «Вакханки», Дионис, уже способный к жизни, вышел из пламени невредимым; колонны царского покоя выпустили из себя зелёные ветви плюща, под прохладной сенью которого и спасся ребёнок.
Позднее в Фивах в то помещение, в котором находилась Семела, было запрещено входить. С неба вместе с молнией упал деревянный чурбан. Полидор отделал этот обрубок медью и назвал его Дионисом Кадмом.
Когда сын Семелы, после многочисленных подвигов, стал небожителем, он, подобно Гераклу, снизошёл в преисподнюю и, торжествуя победу над силами ада, вывел оттуда Семелу, которая с того времени заняла место на Олимпе в кругу богов под новым именем Фионы (Thyone). Дионис вначале привел её в храм Трезена. Изведение Семелы из Аида изображалось на празднике Героида в Дельфах. Она была, как одна из менад, постоянной спутницей божественного сына, в священных ли таинствах, или в весёлых торжественных странствованиях по земле.

## В искусстве
Уже Гесиод и Пиндар, оба — беотийские поэты, упоминают о Семеле, как о небожительнице. Ей посвящён XLIV орфический гимн. Действующее лицо трагедии Эсхила «Семела, или Водоносицы» (фр. 168 Радт), трагедии Каркина Младшего «Семела», Диогена «Семела», трагедии Спинфара «Семела, пораженная перуном», ряда комедий и дифирамба Тимофея. Основываясь на сюжет о богине Гендель написал ораторию «Семела», а Хассе — оперу «Семела».
В честь Семелы назван астероид (86) Семела, открытый в 1866 году и бабочка Hypatopa semela, описанная в 2013 году.